# Peter Proeku Dery
Peter Proeku Dery (1918 - 2008) là một Hồng y người Ghana của Giáo hội Công giáo Rôma. Ông từng đảm nhận vai trò Hồng y Đẳng Linh mục Nhà thờ S. Elena fuori Porta Prenestina, Tổng giám mục đô thành Tổng giáo phận Tamale trong suốt 17 năm, từ năm 1977 đến năm 1994.
Vốn là một giáo sĩ trong vai trò lãnh đạo giáo hội địa phương, ông từng đảm trách nhiều vai trò khác nhau trước khi tiến đến trở thành Tổng giám mục đô thành Tamale, như: giám mục chính tòa Giáo phận Wa (1960 - 1974), Giám quản Tông Tòa Giáo phận Tamale (1972 - 1974), giám mục chính tòa Giáo phận Tamale (1974 - 1977). Ngoài lãnh đạo các giáo phận được bổ nhiệm, ông còn đảm nhận nhiều vai trò quan trong tại Hội đồng giám mục quốc gia, cụ thể ông từng đảm nhiệm vai trò: Chủ tịch Hội đồng Giám mục Ghana (1982 - 1988). Ông được vinh thăng Hồng y ngày 24 tháng 3 năm 2006, bởi Giáo hoàng Biển Đức XVI.

## Tiểu sử
Hồng y Peter Proeku Dery sinh ngày 10 tháng 5 năm 1918 tại Ko, Ghana. Sau quá trình tu học dài hạn tại các cơ sở chủng viện theo quy định của Giáo luật, ngày 11 tháng 2 năm 1951, Phó tế Dery, 33 tuổi, tiến đến việc được truyền chức linh mục. Cử hành nghi thức truyền chức cho tân linh mục là giám mục Gérard Bertrand, M. Afr., giám mục chính tòa Giáo phận Wa. Tân linh mục đồng thời cũng là thành viên linh mục đoàn Giáo phận Wa.
Sau 9 năm thi hành các công việc mục vụ với thẩm quyền và cương vị của một linh mục, ngày 16 tháng 3 năm 1960, Tòa Thánh loan tin Giáo hoàng đã quyết định tuyển chọn linh mục Peter Proeku Dery, 42 tuổi, gia nhập Giám mục đoàn Công giáo Hoàn vũ, với vị trí được bổ nhiệm là giám mục chính tòa Giáo phận Wa. Lễ tấn phong cho vị giám mục tân cử được tổ chức sau đó vào ngày 8 tháng 5 cùng năm, với phần nghi thức chính yếu được cử hành cách trọng thể bởi 3 giáo sĩ cấp cao, gồm chủ phong là đương kim Giáo hoàng, Giáo hoàng Gioan XXIII; hai vị giáo sĩ còn lại, với vai trò phụ phong, gồm có giám mục Napoléon-Alexandre Labrie, C.I.M., nguyên giám mục chính tòa Giáo phận olfe St-Laurent, Québec, Canada và Giám mục Fulton John Sheen, giám mục phụ tá Tổng giáo phận New York, bang New York, Hoa Kỳ. Tân giám mục chọn cho mình châm ngôn:APOSTOLUS JESU CHRISTI.
Từ năm 1972, ông kiêm nhiệm thêm vai trò Giám quản Tông Tòa Giáo phận Tamale. Sau khoảng thời gian 14 làm giám mục chính tòa Wa, Tòa Thánh quyết định thuyên chuyển Giám mục này đến nhiệm sở mới, chính là Giáo phận Tamale, đảm đương vị trí Giám mục chính tòa. Thông báo về việc bổ nhiệm này được công bố cách rộng rãi vào ngày 18 tháng 11 năm 1974. Ba năm sau đó, ngày 30 tháng 5 năm 1977, Tòa Thánh thăng Giáo phận Tamale thành Tổng giáo phận, cùng với việc nâng cấp giáo phận, Giám mục Dery trở thành Tổng giám mục đô thành Tiên khởi.
Ngày 26 tháng 3 năm 1994, Tòa Thánh chấp thuận đơn hồi hưu của ông, vì lý do tuổi tác, theo Giáo luật.
Bằng việc tổ chức công nghị Hồng y năm 2006 được cử hành chính thức vào ngày 24 tháng 3, Giáo hoàng Biển Đức XVI đưa ra quyết định vinh thăng Tổng giám mục Peter Proeku Dery tước vị danh dự của Giáo hội Công giáo, Hồng y. Tân Hồng y thuộc Đẳng Hồng y Phó tế và Nhà thờ Hiệu tòa được chỉ định là Nhà thờ S. Elena fuori Porta Prenestina. Tân Hồng y đã cử hành các nghi thức nhận nhà thờ hiệu tòa của mình hai ngày sau đó vào ngày 28 tháng 3.
Ông qua đời ngày 6 tháng 3 năm 2008, thọ 90 tuổi.